# Džibutská kuchyně

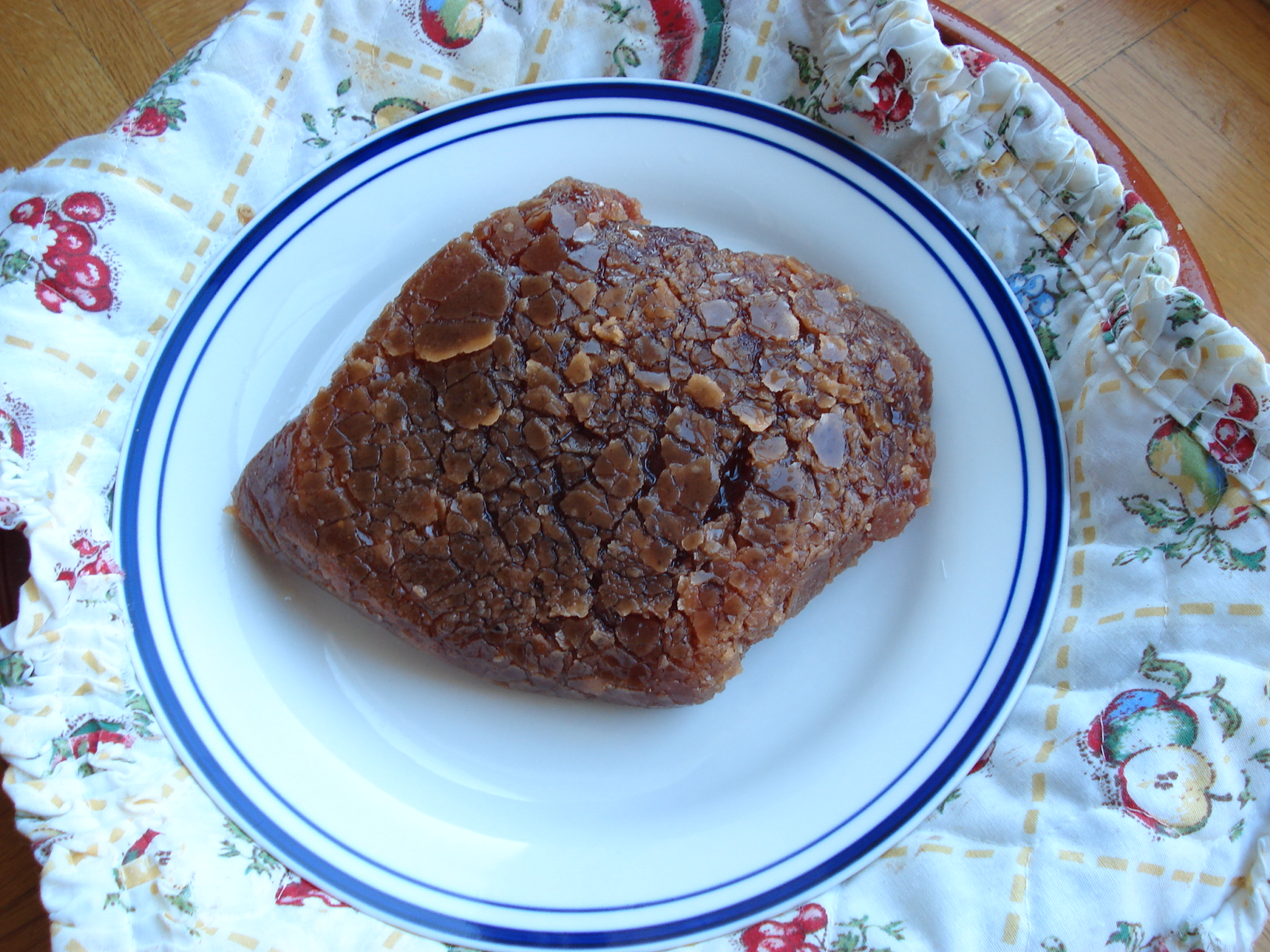
Xalwo

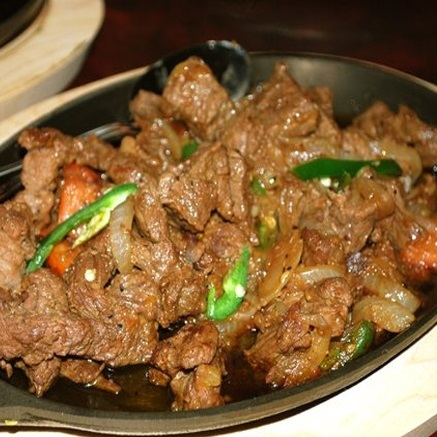
Velbloudí pokrm podávaný v džibutské restauraci

V džibutské kuchyni se mísí prvky somálské, afarské, jemenské, indické a francouzské kuchyně.

## Příklady džibutských pokrmů
- Skoudehkaris je národním jídlem Džibutska. Jedná se o rýžovou směs s jehněčím masem, ochucenou kořením a cibulí.[1]
- Různé ryby, často pečené ve stylu tandúru.
- Fah-fah, pikantní hovězí polévka.
- Yetakel wet, pikantní zeleninová polévka.
- Xalwo, sladkost, arabská chalva.